# Lilla Abborrasjön (Örsås socken, Västergötland)
Lilla Abborrasjön är en sjö i Svenljunga kommun i Västergötland och ingår i Ätrans huvudavrinningsområde.